# Ємен (Болгарія)
Є́мен (болг. Емен) — село у Великотирновській області Болгарії. Входить до складу общини Велико-Тирново.

## Населення
За даними перепису населення 2011 року у селі проживала 71 особа, з них 60 осіб (93,8%) — болгари.
Розподіл населення за віком у 2011 році:
Динаміка населення: